# افسانه چو و هان
افسانه چو و هان نام مجموعۀ تلویزیونی چینی است که براساس رخدادهای اواخر سلسله چین و تاسیس سلسله هان در چین باستان می‌باشد. این سریال در سال  ۲۰۱۲ در چین بر روی آنتن رفت. این سریال از سال ۲۰۱۷ با عنوان جنگ پادشاه در نتفیلیکس پخش گردید. این مجموعه دوم سریال تاریخی پس از سه پادشاهی به کارگردانی گائو شیشی می‌باشد. 

## خلاصه داستان
در سال ۲۲۱ پیش از میلاد، سلسله چین تحت رهبری چین شی هوانگ سرزمین چین را برای نخستین‌بار یکپارچه کرد. این یکپارچه‌سازی با خشونت و جدیت زیادی انجام گردید و دولت چین برای یکسان‌سازی ملت‌های فتح شدۀ ژائو، هان، وی، یان، چی و چو از هیچ کشتاری دریغ نمی‌کرد. این ستم‌ها باعث ایجاد کینه زیادی در این ملت‌ها شد و مردم تنها منتظر یک جرقه برای به آتش کشیدن و سرنگونی این امپراتوری بودند. این جرقه مرگ ناگهانی چین شی هوانگ و توطئه قتل ولیعهد بود که باعث به سلطنت رسیدن یک شخص کم تجربه و ضعیف در چین شد.

## بازیگران[۲]

### هان
- چن داپومینگ در نقش لیو جی؛ موسس سلسله هان که از پس زمینه‌ای غیراشرافی برخاست و پس از مدتی نام خود را به لیو بانگ تغییر داد.
- دوآن یوهونگ در نقش هان شین؛ از بزرگترین سرداران تاریخ چین، در ابتدا به شیانگ یو خدمت می‌کرد و سپس به لیو بانگ پیوست.
- چین لان در نقش لو ژی؛ همسر نخست و رسمی لیو جی.
- یانگ لیشین در نقش ژیائو هی؛ مشاور لیو بانگ، در ابتدا حاکم محلی چین بود ولی به شورش پیوست.
- هو چینگ در نقش ژانگ لیانگ؛ مشاور لیو بانگ، اهل دولت هان بود.
- لیو یوشین در نقش بانو چی؛ همسر لیو بانگ
- یو مینگ جیا در نقش بانو سائو؛ نخستین معشوقه و همسر لیو بانگ
- کای کانگ در نقش فان کوآی؛ دوست و فرمانده لیو بانگ
- وانگ جیشی در نقش لو وان؛ دوست و فرمانده لیو بانگ
- ژانگ چنگهائو در تقش ژو بو؛ دوست و فرمانده لیو بانگ
- شو شیائوجین در نقش سائو شن؛ زیردست ژیائو هی که به لیو بانگ پیوست.
- لین پنگ در نقش زیاهو یینگ؛ زیردست ژیائو هی که به لیو بانگ پیوست.
- ژانگ جینیوآن در نقش چنگ پینگ؛ مشاور لیو بانگ
- جیانگ یونگ بو در نقش سائو ووشانگ؛ فرمانده لیو بانگ
- لی ییشین در نقش ژائو زیر؛ همسر لیو بانگ
- یونگ لو در نقش گوآن یینگ؛ فرمانده لیو بانگ
- وو گانگ در نقش لی ییجی؛ مشاور لیو بانگ
- جی چنگگونگ در نقش کوای چی؛ مشاور هان شین
- جید لیونگ در نقش وانگ جی؛ همسر هان شین
- میائو لویی در نقش لی یوآن؛ برده‌ای که هان شین نجات می‌دهد.
- گو کتونگ در نقش زیائوزیان؛ نامزد زیاهو یینگ
- ژنگ وی در نقش لیو یینگ؛ پسر نخست لیو بانگ و لو ژی
- لیائو جیانگهنگ در نقش لیو فی؛ بزرگ‌ترین پسر لیو بانگ
- وو گانگ در نقش زیائویی؛ دوست و فرمانده لیو بانگ
- پنگ گوبین در نقش جی شین؛ بدل لیو بانگ
- یانگ یوچنگ در نقش سویی هه؛ مشاور لیو بانگ
- لیو زیفنگ در نقش لیو تایگونگ؛ پدر لیو بانگ
- لیو جینگشی در نقش لیو یو؛ مادر لیو بانگ
- یانگ جون در نقش لیو بو؛ برادر بزرگ‌تر لیو بانگ
- لو گوچی در نقش لیو شی؛ برادر دوم لیو بانگ
- لی روبینگ در نقش همسر لیو بو
- لی زیائو در نقش لیو شیانگ؛ پسر لیو فی
- ژنگ وی در نقش لیو رویی؛ پسر لیو بانگ و بانو چی
- ژنگ تیانیاگ در نقش لو تایگونگ؛ پدر لو ژی
- رن مینگشنگ در نقش لو زه؛ برادر لو ژی

### چو
- پیتر هو در نقش شیانگ یو؛ رهبر چو غربی و پسر آخرین فرمانده سلسله چو.
- لی ییژیائو در نقش یو جی؛ همسر شیانگ یو
- سان های‌یینگ در نقش فان زنگ؛ مشاور شیانگ یو
- ژو یانگپینگ در نقش شیانگ لیانگ؛ عموی شیانگ یو و نخستین فرمانده شورش چو
- شو مائو مائو در نقش شیانگ بو؛ عموی شیانگ یو
- فان یولین در نقش لونگ جو؛ دوست و فرمانده شیانگ یو
- لی یوآن در نقش جی بو؛ فرمانده شیانگ یو، وی در ابتدا سرباز دولت چین بود.
- یی پنگ در نقش ژونگلی مو؛ فرمانده شیانگ یو، وی در ابتدا سرباز دولت چین بود.
- یانگ زیدو در نقش یو زیچی؛ دوست و فرمانده شیانگ یو و برادر یو جی
- جی چنمو در نقش شیونگ شین؛ پادشاه دست نشانده چو پس از شورش
- سای ییدا در نقش شیانگ شوآنگ؛ پسر عموی شیانگ یو
- چی دونگ در نقش هان شنگ؛ مشاور شیانگ یو
- یان پی در نقش سونگ یی؛ وزیر چو پس از شورش
- شانگ سوئه در نقش سونگ شیانگ؛ پسر سونگ یی

### چین
- یو هوی در نقش چین شی هوآنگ؛ نخستین امپراتور چین متحد
- یو بین در نقش چین ار شی؛ دومین امپراتور چین متحد
- سائو وی یو در نقش ژانگ هان؛ فرمانده ارتش چین برای سرکوب شورشیان
- شو ونگوآنگ در نقش ژائو گائو؛ رئیس خواجگان دربار چین
- گائووا سیچین در نقش شاهدخت چنشی؛ دختر چین شی هوآنگ
- وو زیائودونگ در نقش سیما شین؛ فرمانده و مشاور ژانگ هان
- لی جیانشین در نقش لی سی؛ صدراعظم دولت چین
- لی جیچوآن در نقش زیینگ؛ پسر فوسو و سومین و آخرین امپراتور چین
- شی یانگجین در نقش لی زوچه؛ یکی از فرماندهان و وزیران دولت چین
- یی دینگمینگ در نقش فوسو؛ بزرگ‌ترین پسر و ولیعهد چین شی هوآنگ
- سونگ لایون در نقش وانگ جی؛ فرمانده چین

### سایر
- الویس سویی در نقش وی بائو؛ پادشاه وی غربی پس از سقوط سلسله چین
- هو دونگ در نقش یینگ بو؛ در ابتدا به چین خدمت کرد، سپس به شیانگ یو پیوست و در نهایت به لیو بانگ ملحق شد.
- وانگ شینجون در نقش پنگ یوئه؛ رهبر محلی شورش علیه چین که در انتها به لیو بانگ می پیوندد.
- ژانگ شیچیان در ژانگ ار؛ یکی از رهبران شورش علیه دولت چین
- یو یونگ در نقش یونگ چی؛ یکی از همراهان لیو بانگ که توسط وی طرد شد.
- سان نینگ در نقش هان وانگچنگ؛ پادشاه هان پس از شورش
- شو یانگ در نقش بو جی؛ همسر وی بائو
- گونگ ییرونگ در نقش روجیانگ؛ همسر یینگ بو
- لیو شیائوشیائو در نقش جیتائو؛ دختری که هان شین عاشقش بود.